# زوگ
شهر زوگ  (به آلمانی: Zug) در ایالت زوگ (تلفظ آلمانی: تسوگ) در کشور سوئیس واقع شده‌است که ۲۹٬۲۵۰ نفر جمعیت دارد. ایالت زوگ در مسابقه بین ایالت‌های سوئیس در راستای جذب سرمایه‌های جهانی که افزار عمدهٔ آن «تخفیف‌های مالیاتی» محسوب می‌شود، گوی سبقت را از دیگر ایالات ربوده‌است. زوگ در محافل مالی «بهشت مالیاتی جهان» نامیده می‌شود. در شهر زوگ، دفتر مرکزی (ولی مجازی) حدود ۱۲۰۰۰ شرکت از سراسر جهان، با تقریباً ۴۰٫۰۰۰ نفر کارمند بومی، به ثبت رسیده‌اند (نشانی: صندوق پستی) ضمنی که بخش حقیقی عملیاتی و کسب درآمد شرکت‌ها در «کشورهای مادر» انجام می‌گیرند.

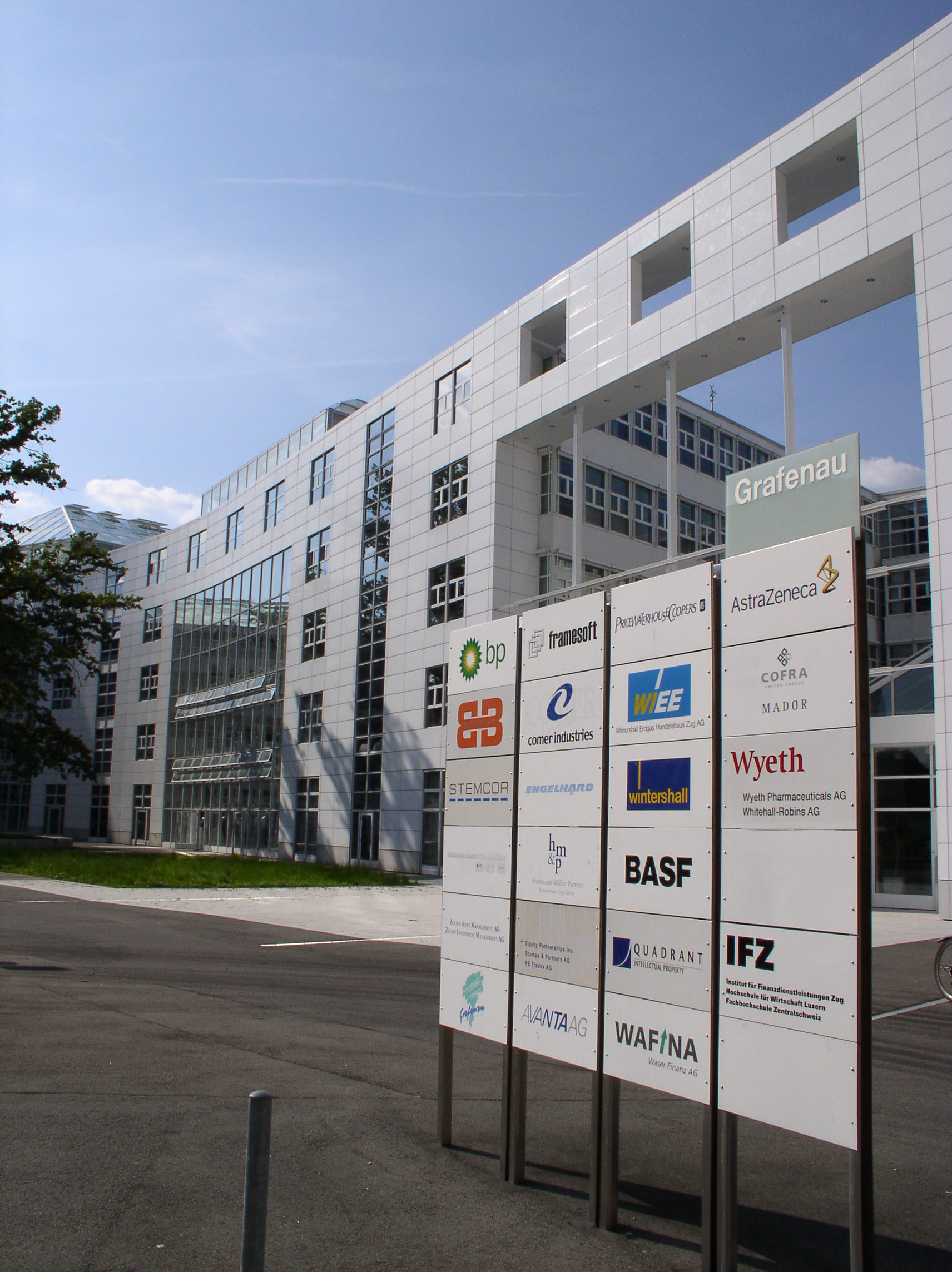
برخی از شرک‌های بین‌المللی مستقر در زوگ که فقط به دلایل مالیاتی در این شهر ثبت شده‌اند ولی هیچگونه بخش عملیاتی یا تولیدی در آنجا ندارند